# Krung Thai Bank FC
El Krung Thai Bank Football Club fue un equipo de fútbol de Tailandia fundado en 1997 en la capital Bangkok y participaba en la Liga Premier de Tailandia, la liga de fútbol más importante del país.
Su nombre era por el Krung Thai Bank, dueño y patrocinador principal del equipo. Originalmente nació en 1977 y oficialmente desapareció en enero del 2009 luego de venderle la franquicia al Bangkok Glass FC.

## Palmarés
- Liga Premier de Tailandia: 2

2003, 2004
- Primera División de Tailandia: 1

1997
- Copa de la Liga de Tailandia: 1

1992
- Copa Kor Royal: 4

1988, 1989, 2003, 2004

## Participación en competiciones de la AFC
- Liga de Campeones de la AFC: 3 apariciones

2003-04 - Fase de grupos (3.º en Grupo F)
2005 - Fase de grupos (2.º en Grupo G)
2008 - Fase de grupos (3.º en Grupo F)
| Temporada | Club 1            | Marcador | Club 2             | Sede                                               |
| --------- | ----------------- | -------- | ------------------ | -------------------------------------------------- |
| 2004      | Krung Thai Bank   | 0-2      | Dalian Shide       | Thai-Japanese Stadium, Tailandia                   |
| 2004      | PSM Makassar      | 2-3      | Krung Thai Bank    | Mattoangin Stadium, Indonesia                      |
| 2004      | Hoang Anh Gia Lai | 0-1      | Krung Thai Bank    | Pleiku Stadium, Vietnam                            |
| 2004      | Krung Thai Bank   | 2-2      | Hoang Anh Gia Lai  | Suphachalasai Stadium, Tailandia                   |
| 2004      | Dalian Shide      | 3-1      | Krung Thai Bank    | Dalian People's Stadium, China PR                  |
| 2004      | Krung Thai Bank   | 1-2      | PSM Makassar       | Thai-Japanese Stadium, Tailandia                   |
| 2005      | Krung Thai Bank   | 2-1      | Pisico Bình Ðinh   | N/A                                                |
| 2005      | Krung Thai Bank   | 0-2      | Busan I'Park       | N/A                                                |
| 2005      | Krung Thai Bank   | 2-1      | Persebaya Surabaya | N/A                                                |
| 2005      | Krung Thai Bank   | 0-1      | Pisico Bình Ðinh   | N/A                                                |
| 2005      | Krung Thai Bank   | 0-4      | Busan I'Park       | N/A                                                |
| 2005      | Krung Thai Bank   | 1-0      | Persebaya Surabaya | N/A                                                |
| 2008      | Krung Thai Bank   | 1-9      | Kashima Antlers    | Chulalongkorn University Sports Stadium, Tailandia |
| 2008      | Beijing Guoan     | 4-2      | Krung Thai Bank    | Beijing Fengtai Stadium, China PR                  |
| 2008      | Krung Thai Bank   | 9-1      | Nam Dinh FC        | Chulalongkorn University Sports Stadium, Tailandia |
| 2008      | Nam Dinh FC       | 2-2      | Krung Thai Bank    | My Dinh National Stadium, Vietnam                  |
| 2008      | Kashima Antlers   | 8-1      | Krung Thai Bank    | Kashima Soccer Stadium, Japón                      |
| 2008      | Krung Thai Bank   | 5-3      | Beijing Guoan      | Rajamangala Stadium, Tailandia                     |

## Entrenadores 2003-08
| Nombre              | País                 | Periodo      | Logros                                                                        |
| ------------------- | -------------------- | ------------ | ----------------------------------------------------------------------------- |
| Narong Suwannachote | Bandera de Tailandia | 2002/03      | Liga Premier de Tailandia 2002-03 Copa Kor Royal                              |
| Worrawoot Dangsamer | Bandera de Tailandia | 2003/04      | Liga Premier de Tailandia 2003-04 Copa Kor Royal                              |
| Aris Gulsawadpakdee | Bandera de Tailandia | 2004/05-2007 | Liga Premier de Tailandia 2007(Subcampeón) Copa de la Reina (Subcampeón 2006) |
| Attaphol Puspakom   | Bandera de Tailandia | 2008         |                                                                               |

## Jugadores

### Jugadores destacados
| - Amnart Kaewkiew - Anon Nanok - Attakorn Senpeng - Kiatisuk Senamuang | - Nanthawat Jittrong - Nantawat Thansopa - Natthaphong Samana - Panuwat Thanganuruck | - Pichitphong Choeichiu - Piyawat Thongmane - Rangsan Viratchaichok - Wichan Sakiya |